# Haliplus nitens
Haliplus nitens är en skalbaggsart som beskrevs av Leconte 1850. Haliplus nitens ingår i släktet Haliplus och familjen vattentrampare. Inga underarter finns listade i Catalogue of Life.